# Grammy Nominees 2004
Grammy Nominees 2004 jest to składanka, która prezentuje wykonawców, którzy zdobyli nagrodę Grammy w 2004 r.

## Lista piosenek
1. Beyoncé feat. Jay-Z - Crazy in Love
2. The Black Eyed Peas & Justin Timberlake - Where Is The Love?
3. Coldplay - Clocks
4. Eminem - Lose Yourself
5. Missy “Misdemeanor” Elliott - Work It
6. Evanescence - Going Under
7. Outkast - The Way You Move Featuring Sleepy Brown
8. Justin Timberlake - Cry Me A River
9. Christina Aguilera - Beautiful
10. Avril Lavigne - I'm With You
11. Luther Vandross - Dance With My Father
12. Warren Zevon - Keep Me In Your Heart
13. 50 Cent - In Da Club
14. Fountains Of Wayne - Stacy's Mom
15. Heather Headley - I Wish I Wasn't
16. Sean Paul - Gimme The Light
17. George Harrison - Any Road
18. Michael McDonald - Ain’t No Mountain High Enough
19. Sting - Send Your Love
20. Eagles - Hole In The World
21. Matchbox Twenty - Unwell